# María del Pilar d'Espagne
Pour les articles homonymes, voir María del Pilar de Borbón.
María del Pilar d'Espagne (4 juin 1861-5 août 1879), fille de la reine Isabelle II d'Espagne et sœur du roi Alphonse XII, est une infante d'Espagne.
À sept ans, elle accompagne sa mère en exil à Paris, où elle fait ses études au Collège du Sacré-Cœur. En 1875, avec la restauration de la monarchie au profit de son frère le roi Alphonse XII, elle retourne en Espagne.
Il était prévu de la marier au fils de Napoléon III, le Prince Impérial. L'impératrice Eugénie et la reine Isabelle II étaient en faveur de cette union, mais le jeune prince est tué lors de la guerre anglo-zouloue. Elle meurt subitement deux mois plus tard à Eskoriatza.

## Jeunesse

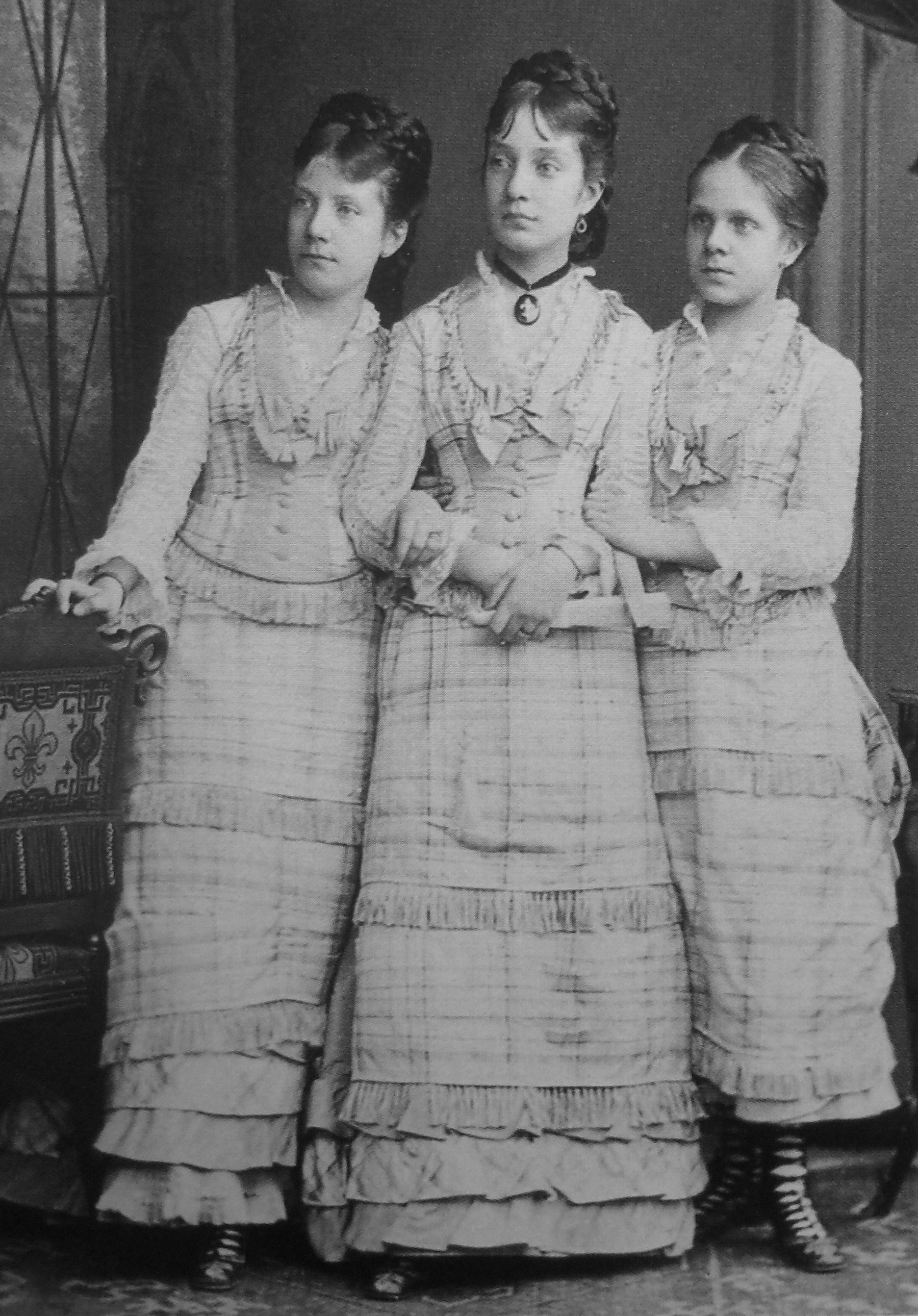
De gauche à droite : les infantes María de la Paz, María del Pilar et Eulalie d'Espagne.

Née le 4 juin 1861 au Palais royal de Madrid, l'infante María del Pilar est la troisième des cinq enfants survivants de la reine Isabelle II d'Espagne et de François d'Assise de Bourbon. L’infante est baptisée le lendemain de sa naissance sous le nom de María del Pilar Berenguela Isabel Francisca de Asís Cristina Sebastiana Gabriela Francisca Caracciolo Saturnina. Ses parrains sont sa tante paternelle Marie-Christine d'Espagne et son mari Sébastien de Bourbon.
Sa mère la reine Isabelle II prêtait peu d'attention à son mari, avec qui elle avait été forcée de se marier à l'âge de seize ans. La reine est malgré tombée enceinte douze fois. Les historiens[Lesquels ?] ont fini par penser que François d'Assise de Bourbon n'était pas le père biologique de la plupart des enfants de la reine. Leur paternité a été attribuée[Par qui ?] aux différents amants d'Isabelle II. Entre 1859 et 1865, ses attentions se concentraient sur le diplomate et homme politique Miguel Tenorio de Castilla (1818-1912). De douze ans plus âgé qu'Isabelle, Tenorio arrive à la cour en avril 1859 comme secrétaire particulier. Il était veuf et avait une longue carrière politique derrière lui. Il servit la reine avec loyauté et efficacité. En août 1865, il est démis de ses fonctions par le premier ministre Leopoldo O'Donnell, las de son influence sur la reine. C'est à Miguel Tenorio de Castilla que la paternité de l'infante Pilar et de ses sœurs cadettes, Maria de la Paz et Eulalie, est la plus fréquemment attribuée[Par qui ?]. Mais il faut retenir que François d'Assise a reconnu comme siens tous les enfants nés pendant son mariage. Pilar était sa préférée et celle dont il se sentait le plus proche.
L'infante Pilar passe ses premières années dans l'atmosphère formelle de la cour espagnole. À l'âge de sept ans, son éducation est placée sous la tutelle de la duchesse de Berwick et d'Alba. Ses compagnes de jeu étaient ses sœurs Paz, six ans, et Eulalie, quatre ans. Leur frère Alphonse, dix ans, était éduqué séparément car il était l'héritier du trône. Quant à sa sœur aînée, Isabelle, elle s'est mariée en mai 1868 avec son cousin le comte de Girgenti.
À cette époque, la stabilité du règne d’Isabelle II était fragile. La reine avait en effet perdu les deux hommes politiques les plus éminents de son gouvernement : Léopold O'Donell était mort en novembre 1867 et Narvaez en avril 1868, alors qu'il présidait encore le conseil des ministres. À l'été 1868, après avoir passé quelques jours au palais de la Granja, la famille royale espagnole s'installe sur la côte de Cantabrie. Alors que la famille royale se trouve à Lekeitio, un soulèvement militaire éclata. Le 28 septembre, la défaite des troupes royalistes dirigées par le général Novaliches lors de la bataille d'Alcolée scelle la fin du règne de la reine. Deux jours plus tard, la famille royale espagnole franchit la frontière pour Biarritz.

## Exil

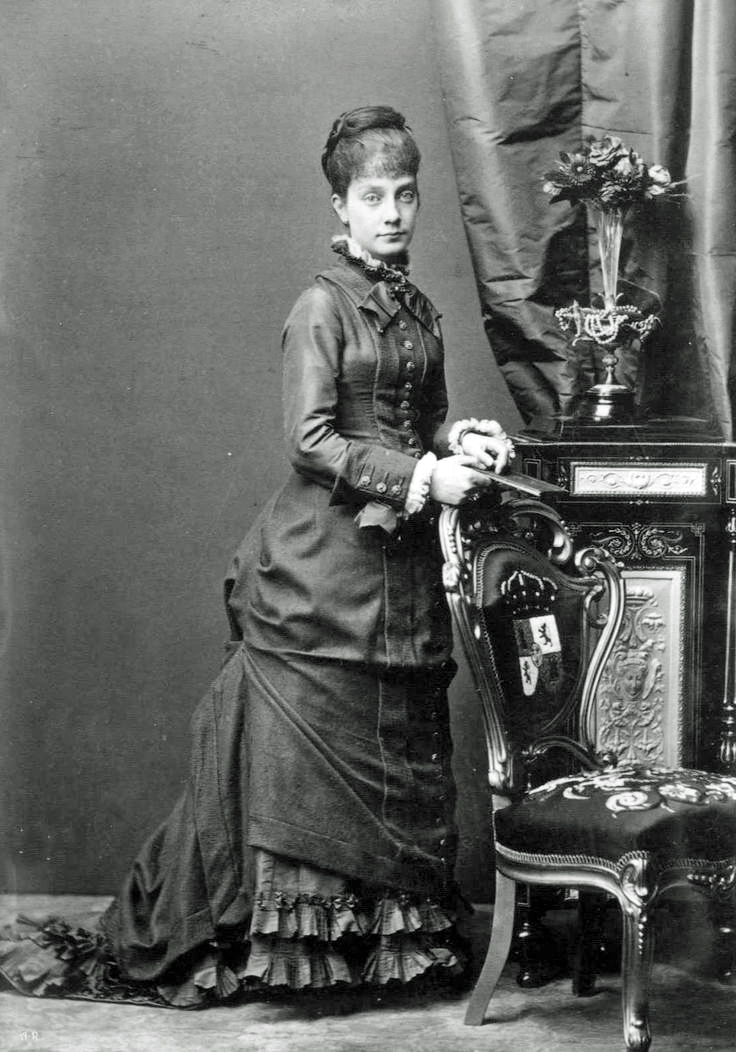
L’infante Pilar d'Espagne dans les années 1870.

La première résidence de la famille royale en exil fut le château de Pau, lieu de naissance de l'ancêtre de Pilar, Henri IV. Le château de Pau était idéalement situé près de la frontière espagnole et il leur a été donné comme résidence temporaire par Napoléon III. Comme le château était très inconfortable, la famille déchue n'y a pas vécu plus d'un mois. Isabelle II décide de s'installer à Paris où elle achète le palais Basilweski, rebaptisé palais de Castille, sur l'avenue du Roi-de-Rome.
Loin de la formalité de la cour espagnole, la vie en exil laissa plus de liberté aux infantes. Elles sont devenues les premières princesses espagnoles à ne pas avoir été éduquées dans l'enceinte d'un palais. Pilar, Paz et Eulalie sont en effet inscrites au Sacré-Cœur, une école catholique dirigée par les religieuses de la rue de Varennes. Bien que le Sacré-Cœur soit un pensionnat, les trois infantes s'y rendaient quotidiennement tout en résidant au palais de Castille. Le français est vite devenu leur première langue. Isabelle II, qui en voulait à sa propre mère de l'avoir négligée, était très dévouée à ses enfants. Le ménage réduit et la proximité apportée par l'exil ont rapproché la reine et ses trois plus jeunes filles, d'autant plus que leur frère étudiait à Vienne tandis que leur sœur aînée vivait en Suisse avec son mari.

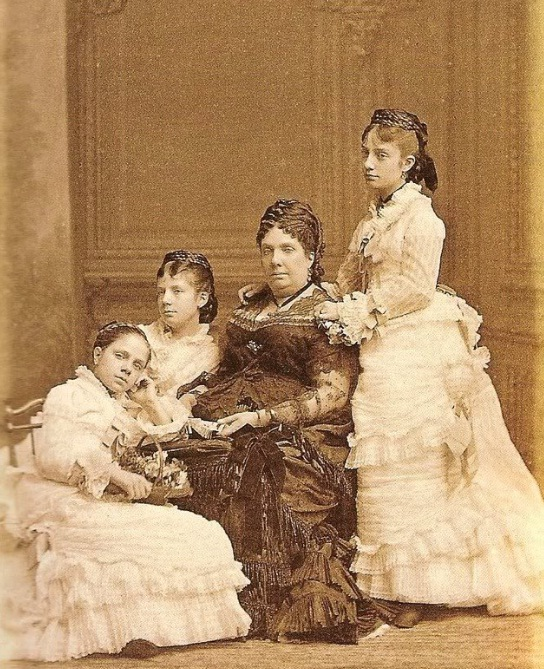
Isabelle II et ses trois filles cadettes en 1875

Au deuxième anniversaire de leur arrivée en France, la chute de Napoléon III et les troubles à Paris contraignent la reine et ses filles à quitter la ville le 29 septembre 1871. Elles passèrent l'année suivante à l'Hôtel de la paix à Genève. Le 26 novembre 1871, le beau-frère de Pilar, le comte de Girgenti, se suicide. En août 1872, un mois après la fin de la Commune, la reine décide de rentrer à Paris. Leur palais avait survécu aux troubles. Cependant, utilisé comme hôpital, ses intérieurs et ses décorations étaient détruits, ce qui a nécessité d'importantes rénovations. Pilar, âgée de onze ans, retourne suivre des cours au Sacré-Cœur pour deux années de plus, menant une vie de famille tranquille. Lors d'une visite à Rome en 1873, les infantes ont reçu leur première communion des mains du pape Pie IX.
Le 29 décembre 1874, son frère, Alphonse XII, est appelé au trône espagnol, mettant fin à la Première République espagnole. La famille royale est réunie à Paris pour célébrer le Nouvel An. Le 14 janvier 1875, Alphonse XII arrive en Espagne, il est suivi en mars par l'infante Isabelle, proclamée princesse des Asturies. Pilar, alors âgée de treize ans, reste vivre en France avec sa mère et ses sœurs  en attendant d'être rappelées en Espagne par le nouveau gouvernement.

## Retour en Espagne

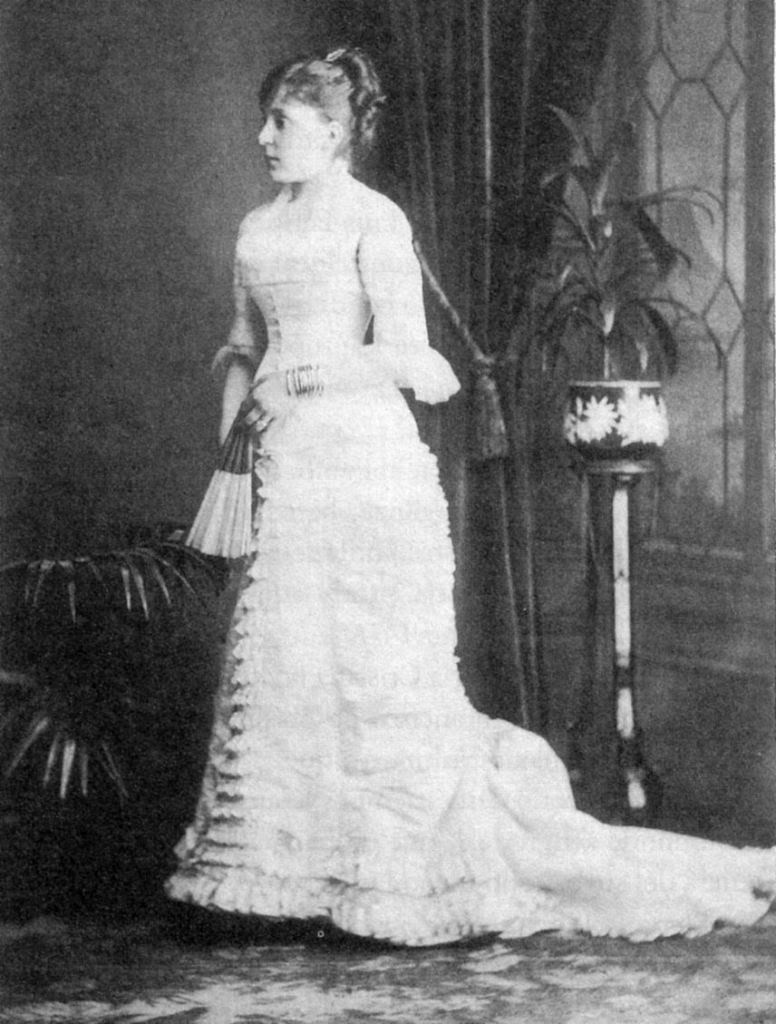
Pilar d'Espagne dans les années 1870.

Antonio Cánovas del Castillo, président du Conseil des ministres, autorise le retour de la reine déchue à l'été 1876. Après presque huit ans d'exil, Pilar débarque à Santander le 30 juillet 1876. Isabelle II n'ayant pas été autorisée par le gouvernement à vivre à Madrid, les infantes restent à l'Escurial jusqu'à ce que leur mère décide de s'installer à Séville.
Pendant près d'un an, entre novembre 1876 et septembre 1877, Pilar a vécu avec sa mère et ses sœurs à l'Alcazar de Séville. Peu de temps après leur arrivée en Andalousie, sa tante Louise-Fernande d'Espagne, son époux le duc de Montpensier Antoine d'Orléans et leurs enfants s'installent au palais de San Telmo à Séville. Le roi Alphonse XII et la princesse Isabelle leur rendent visite à Pâques en 1877. Alphonse XII, amoureux de leur cousine Mercedes d'Orléans, la demande en mariage à cette occasion. Isabelle II s'est opposée à cette union car elle détestait son beau-frère qui avait dépensé une grande fortune pour la déposer. Bouleversée par le choix de son fils et se sentant négligée à Séville Isabelle décide de retourner à Paris. Pilar ne reverra jamais sa mère.
Le 28 septembre 1877, les trois infantes s'installent au Palais royal de Madrid. Son éducation s'y poursuit sous la supervision de sa sœur aînée. Les trois jeunes infantes vivent dans une aile du palais séparées de leurs frères et sœurs aînés, ce qui leur donne une certaine indépendance. Pilar et sa sœur Paz, d'à peine un an plus jeune, étaient particulièrement proches.

## Perspectives de mariage

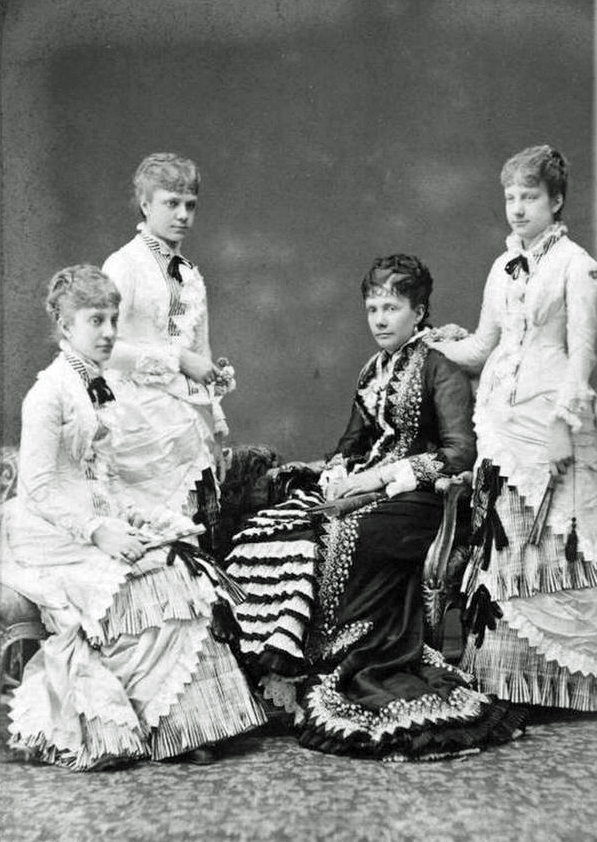
Pilar d'Espagne et ses trois sœurs : De gauche à droite: Pilar, Eulalie, Isabelle et Paz.

Le 23 janvier 1878, à la basilique Nuestra Señora de Atocha de Madrid, Alphonse XII épouse sa cousine la princesse Mercedes. Pilar, Paz et Eulalie étaient proches de leur cousine et belle-sœur, mais le mariage fut bref. Mercedes fait en effet une fausse couche et meurt six mois après son mariage le 26 juin 1878. On proposa alors à Pilar  d'épouser son cousin éloigné le prince Pierre d'Orléans, neveu du duc de Montpensier. Isabelle II s'opposa à l'idée et le projet n'est pas allé très loin.
L'infante Pilar était troisième dans la ligne de succession, car ni le roi Alphonse XII ni la princesse Isabelle n'avaient alors d'enfants. Sans héritier direct au trône d'Espagne, il était devenu urgent de lui trouver un mari. Depuis les années d'exil à Paris, la reine Isabelle et son amie l’impératrice Eugénie avaient pour projet d'organiser un mariage entre Pilar et le prince impérial. L'idée avait été écartée en raison de la chute de l'Empire français. Isabelle a alors conçu l'idée d'une union encore plus illustre pour sa fille. Le prince héritier Rodolphe d'Autriche étant à la recherche d'une femme, Isabelle demanda à son fils de l'inviter en Espagne. Rodolphe rencontra donc Pilar et fut surpris de constater qu'elle était blonde aux yeux clairs car il pensait que toutes les Espagnoles étaient brunes, mais il ne s'intéressa pas particulièrement à elle.
Pilar espérait toujours épouser Louis-Napoléon Bonaparte. Ils s'étaient connus enfants quand les infantes étaient parfois invitées à jouer avec lui au Palais des Tuileries. Le prince vivait alors en exil en Angleterre. II devait effectuer une visite officielle à Madrid à son retour d'Afrique du Sud, où il combattait avec les troupes britanniques, mais il meurt le 1er juin 1879. Pilar en fut profondément bouleversée et ne lui survécu que deux mois. L'on raconte en effet que le jour de la mort du prince, une violette pressée - la fleur des Bonaparte - serait tombée du livre de prières de l'infante et se serait brisée sur la tige. Selon la légende, lorsque Pilar apprit sa mort quelques semaines plus tard, elle serait morte d'un cœur brisé.

## Mort

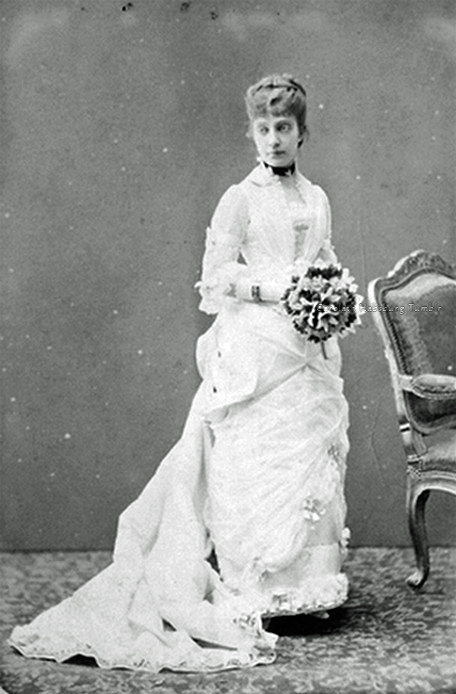
Pilar d'Espagne.

Au début de l'été 1879, un séjour fut organisé pour les trois infantes à Eskoriatza, une petite ville connue pour ses sources d'eau chaude. Le 10 juillet, elles arrivèrent à Eskoriatza après un long et pénible voyage. Dans les semaines qui suivirent, les sœurs se sont reposées, menant une vie paisible et consacrant leur temps à des promenades à travers la campagne et à la lecture. L'infant Paz avait remarqué que Pilar avait l'air pâle et fatiguée, mais puisque les sœurs se lisaient leurs lettres, elle n'a pas écrit à ce sujet à ses frères et sœurs pour éviter de l'alerter.
Le 1er août, la population locale organisa une fête en l'honneur de l'infante. Vêtue d'une robe blanche et d'un béret rouge, Pilar y assista et en apprécia les divertissements : promenades à dos d'âne et de bœufs et danse en plein air. Cette nuit-là, elle s'est plainte de se sentir fatiguée. Le 3 août, Pilar ne se sentit pas bien et resta au lit toute la journée. La nuit suivante, alors qu'elle lisait Graziella d'Alphonse de Lamartine, elle eut une crise aiguë de convulsions, et perdit connaissance pour ne plus jamais se réveiller. Elle est probablement morte d'une méningite tuberculeuse. Elle est inhumée quelques jours plus tard à l'Escurial.
Le roi Alphonse XII et sa sœur Isabelle sont arrivés trop tard pour la voir vivante.
L'impératrice Eugénie écrivit de Camden le 9 août 1879 à sa mère la comtesse de Montijo : « J'ai reçu un coup terrible en apprenant la mort de l'infante Pilar qui était si proche de mon fils. Vous me dites qu'elle s'est sentie malade après une danse à Eskoriatza. Dieu aurait-il pu vraiment décider de prendre ces deux âmes destinées l'une à l'autre. » L'impératrice Eugénie a envoyé l'une des couronnes de fleurs de l'enterrement de son fils sur la tombe de Pilar.
L'infante Paz, qui avait dix-sept ans à l'époque, a été profondément affectée par la mort de sa sœur. "Tout le monde", écrira-t-elle plus tard, "aimait Pilar par-dessus tout". En 1883, elle épouse le prince Louis-Ferdinand de Bavière et décide d'appeler sa fille unique Pilar, en mémoire de sa sœur bien-aimée. Ainsi, elle a introduit ce prénom espagnol dans la maison de Wittelsbach.

## Titres, prédicats et distinctions
- 4 juin 1861 - 5 août 1879 : Son Altesse Royale l'infante María del Pilar d'Espagne
- 620ème Dame Grand-Croix de l'Ordre de la Reine Marie-Louise [2],[3],[4]